# ダリル・ディケ
ダリル・ディケ（Daryl Dike、2000年6月3日 - ）は、アメリカ合衆国・オクラホマ州エドモンド出身のサッカー選手。EFLチャンピオンシップ・ウェスト・ブロムウィッチ・アルビオンFC所属。ポジションはFW。
米国出身なので「ダリル・ダイク」と表記されることも多いが、両親はナイジェリア出身であり「ディケ」が正しい。

## クラブ経歴
地元エドモンドのエドモンド・ノース高校時代から全米級のアスリートとして慣らし、3年生時の2018年には、ゲータレード年間最優秀選手賞のオクラホマ州代表としてノミネートされた。
大学はバージニア大学に進学。在学中の2年間でNCAAで36試合15ゴールを決めるなど活躍した。
2020年1月、同年のMLSスーパードラフトで、オーランド・シティSCから1巡目5位で指名されプロ入り。7月26日のモントリオール・インパクト戦でプロデビュー。8月23日のインテル・マイアミCF戦でプロ初ゴールを決めると、同月27日のナッシュビルSC戦でも2ゴールを決め、同月の月間最優秀選手に選出。以降もゴールを量産し、同年シーズンは22試合7ゴールを記録し、MLS年間最優秀新人賞を受賞。『超新星FW』として注目を集める。
2021年2月1日、バーンズリーFCへの買取オプション付きのローン移籍が発表。加入後も2部リーグながらゴールを量産。3月6日のバーミンガム・シティFC戦ではスーパーゴールを決め、注目を集める。更に4月にはチェルシーFCやエヴァートンFCなどが、ダイクの獲得に興味を示していると報じられた。
2022年1月1日、ウェスト・ブロムウィッチ・アルビオンFCへの完全移籍が発表された。

## 代表経歴
2021年2月にアメリカ代表に初招集。1日のトリニダード・トバゴ戦で代表デビューを果たした。

## 人物
- 両親はナイジェリア出身で、ディケ自身も同国の国籍を所有している。